# Mylène Lazare
Mylène Lazare (ur. 20 listopada 1987 w Lagny-sur-Marne) – francuska pływaczka, specjalizująca się głównie w stylu dowolnym.
Brązowa medalistka igrzysk olimpijskich w Londynie (2012) w sztafecie 4 × 200 m stylem dowolnym. Mistrzyni Europy z Eindhoven w sztafecie 4 x 200 m stylem dowolnym. Brązowa medalistka mistrzostw świata na krótkim basenie w Dubaju w tej samej sztafecie.